# Indira Radić
Indira Radić, nota anche come Indira (in serbo Индира Радић?; Doboj, 14 giugno 1966), è una cantante e musicista bosniaca.
Indira è considerata una delle cantanti più amate dell'ex-Jugoslavia e dell'intera penisola balcanica, specialmente in Bulgaria.

## Biografia
Cresciuta a Doboj in Bosnia ed Erzegovina, si trasferisce a Belgrado dove nel 1992 incide il suo primo album, intitolato Nagrada i kazna. Insieme al suo padrino, Alen Islamović, Radić esordisce nel 2003 con il duo Lopov riscuotendo immediata popolarità. Nel 2004 incide il suo undicesimo album, intitolato Zmaj, con circa 100 000 copie vendute nella prima settimana d'uscita. Grazie a questo album, diventa la cantante più popolare nel Paese, nel anni 2004 e 2005. Inseriti nell'album Zmaj, i brani Moj živote da l si živ, Zmaj, Bio si mi sve, Tetovaža e Nisam sumnjala sono i più famosi di tutta la sua carriera. Nel 2009 è diventata un'icona gay per l'ampio numero di ammiratori appartenenti alla comunità LGBT.

## Discografia parziale
- Nagrada i kazna (1992)
- Zbog tebe
- Ugasi me (1994)
- Idi iz života moga (1995)
- Krug (1996)
- Izdajnik (1997)
- Voliš li me ti (1998)
- Milenijum (2000)
- Gde ćemo večeras (2001)
- Pocrnela burma (2002)
- Zmaj (album) (2003)
- Ljubav kad prestane (2005)
- Lepo se provedi (2007)
- Heroji (2008)
- Istok, sever, jug i zapad (2011)